# Pikarlamminsaaret
Pikarlamminsaaret är en halvö i Finland. Den ligger i sjön Orivesi och i kommunen Nyslott i  landskapet Södra Savolax, i den sydöstra delen av landet, 300 km nordost om huvudstaden Helsingfors. Notera att namnet antyder att det är fråga om flera öar.